# Marcin Zaremba
Marcin Zaremba herbu własnego (XVIII wiek) – generał major wojsk koronnych.
Walczył w konfederacji barskiej pod rozkazami swojego krewnego Józefa.